# 双沟水电站
双沟水电站位于中国吉林省抚松县兴隆乡大双沟村以东的松江河中游，是松江河水电三级开发的第二个梯级，主要任务是为东北电网调峰、调频和事故备用功能。业主为吉林省电力有限公司松江河发电厂。

## 技术概况
枢纽主要由混凝土面板堆石坝、岸坡式溢洪道、引水系统及发电系统组成。二等大(2)型工程。大坝坝顶长294m，最大坝高110.50m，坝顶宽10.0m，上游边坡1.4：1，下游边坡1.52：1。坝后设3层马道，宽4.0m，高程分别为514m、539m、564m。是东北地区最高的混凝土面板堆石坝。石料场设在大坝的上游，由于坝址处山体陡峭，坡度约55-65度，上坝道路无法绕过两侧坝头通向下游，只能选则从上游一侧架设跨越趾板桥，把上坝料运输上坝，为国内首例。
水库正常蓄水位585.00米，总库容3.95亿立方米，调节库容1.47亿立方米，为多年调节水库。
安装2台单机容量140MW的混流水轮发电机组，装机总容量280MW，保证出力31MW，多年平均年发电量3.868亿千瓦时。以一回220kV接入电力系统的松江河一变，输电距离21km。是松江河梯级开发装机容量最大、效益最优的。利用下游天然河道的弯曲，以800m长的引水隧道取得河道天然落差13m，但大坝与发电厂房之间形成了2.5km的减水段，坝址下游生态流量不低于4.4m3/s。

## 历史
1997年开始对外永久交通道路施工。1999年开始导流洞施工。1999年底缓建。2000年10月再次开工，11月缓建。2003年9月22日导流工程正式复工建设。2004年11月30日实现大江截流，主体工程全面开工，计划于2009底2台机组并网发电。水电六局承建。2009年9月下闸蓄水。2010年4月19日11时两台机组先后完成72小时试运行，正式投入商业运营。2010年4月27日举行了机组投产庆典仪式。淹没耕地1505.8亩，迁移人口485人。总投资183,846万元。
2013年根据《国家能源局关于水电工程验收有关问题的复函》(国能局新能〔2009〕12号)和《水电工程验收管理办法》(国能新能〔2011〕263号)的要求，水电水利规划设计总院会同吉林省发改委、能源局等有关部门及单位组成吉林松江河双沟水电站枢纽工程专项验收委员会(以下简称验收委员会)，开展吉林松江河双沟水电站枢纽工程专项验收工作。2013年10月10日至19日，由水电顾问集团专家委员会委员杨多根带队的专家组一行23人在吉林省抚松县完成松江河双沟水电站枢纽工程竣工安全鉴定工作。专家组认为，双沟水电站挡、泄水建筑物已完建，枢纽工程建设形象面貌满足验收条件，工程设计符合国家和行业有关法律、法规及技术标准的规定，土建工程、安全监测工程施工质量总体满足合同规定和设计要求，金属结构及机电设备制造和安装质量满足合同规定和设计要求。工程水工建筑物及边坡、金属结构及机电设备运行状态正常，双沟水电站已具备枢纽工程专项验收条件。2013年11月25日至26日验收专家组对吉林松江河双沟水电站枢纽工程专项验收条件进行了评审，评审认为，双沟水电站枢纽工程具备专项验收条件。